# Theodor Koch-Grünberg
Pour les articles homonymes, voir Koch.
Theodor Koch-Grünberg, né à Grünberg, en grand-duché de Hesse (Empire allemand) le 9 avril 1872 et mort à Caracaraí, dans l'État de Roraima (Brésil) le 8 octobre 1924, est un ethnologue et explorateur allemand.

## Biographie
Theodor Koch-Grünberg a apporté une contribution précieuse à l'étude des peuples autochtones d'Amérique du Sud, en particulier les Indiens Pemóns du Venezuela et les peuplades du Brésil de la région amazonienne. Il a notamment collecté des musiques traditionnelles.

## Postérité
Le film de fiction El abrazo de la serpiente (L'Étreinte du serpent, 2015) traite de ses derniers jours alors qu'il est atteint de malaria. Le scénario du film est basé sur les journaux de Theodor Koch-Grünberg dont le personnage est interprété par l'acteur belge Jan Bijvoet.